# Feissons-sur-Isère
 Feissons-sur-Isère  es una población y comuna francesa, en la región de Ródano-Alpes, departamento de Saboya, en el distrito de Albertville y cantón de Moûtiers.

## Demografía
| 448 | 463 | 480 | 427 | 376 | 505 |
| Para los censos de 1962 a 1999 la población legal corresponde a la población sin duplicidades (Fuente: INSEE [Consultar]) |     |     |     |     |     |